# Gymnocheta bidentatus
Gymnocheta bidentatus är en tvåvingeart som först beskrevs av Chao och Zhou 1989.  Gymnocheta bidentatus ingår i släktet Gymnocheta och familjen parasitflugor. Inga underarter finns listade i Catalogue of Life.